# Leienfels

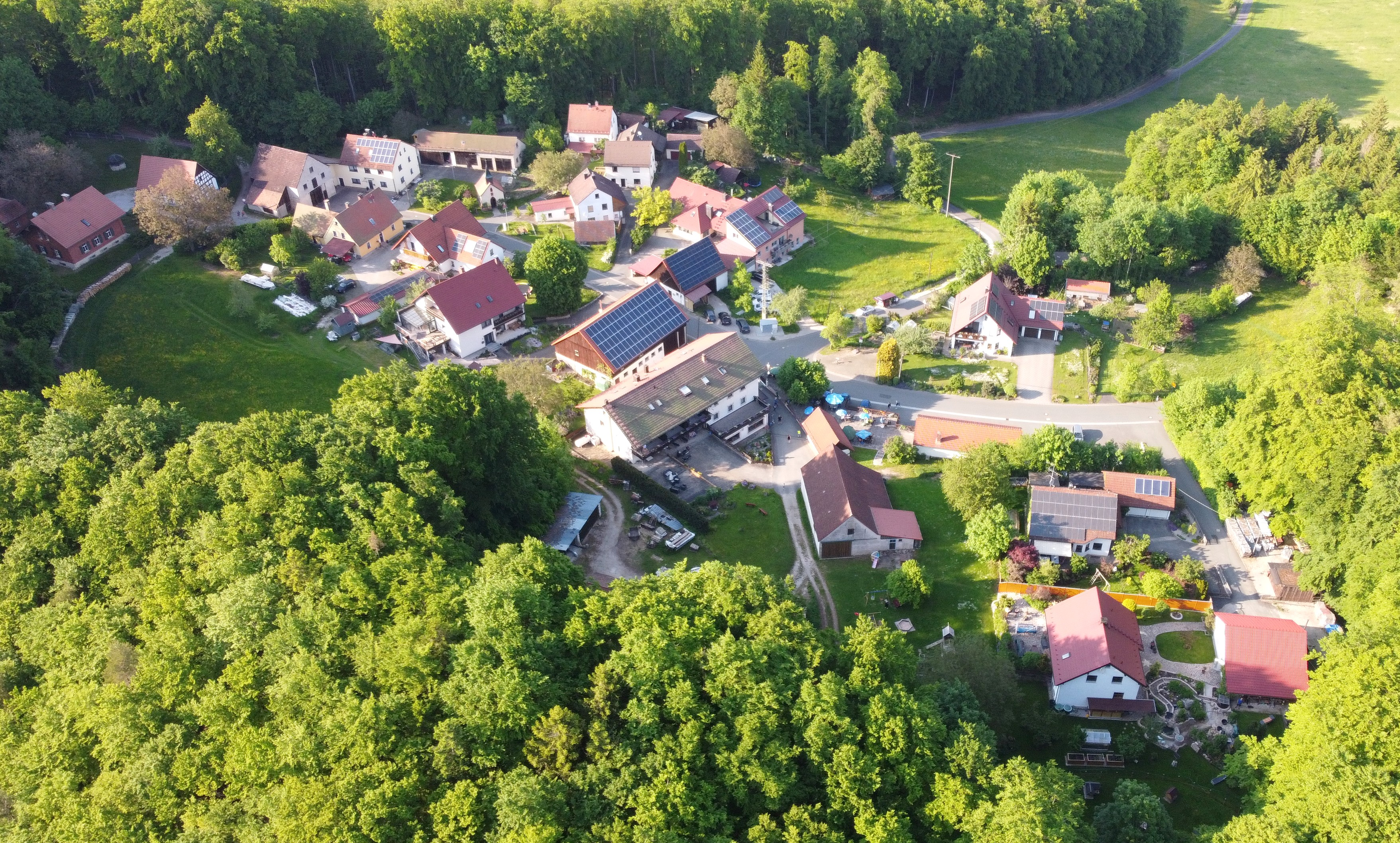
Luftbild von Leienfels (August 2021)

Leienfels ist ein Gemeindeteil der Stadt Pottenstein im Landkreis Bayreuth (Oberfranken, Bayern). Die Gemarkung Leienfels hat eine Fläche von 3,953 km². Sie ist in 450 Flurstücke aufgeteilt, die eine durchschnittliche Flurstücksfläche von 8784,48 m² haben. In ihr liegen neben dem namensgebenden Ort die Gemeindeteile Graisch, Soranger, Weidenhüll bei Leienfels und Weidenhüll-Knock.

## Geographie und Verkehrsanbindung
Der Weiler Leienfels liegt im Südwesten des Gemeindegebietes, 7,5 Kilometer südwestlich der Kernstadt Pottenstein. Zwischen der Gemarkung Leienfels, die größtenteils mit der früheren Gemeinde übereinstimmt, und dem Rest der heutigen Gemeinde liegt das gemeindefreie Gebiet Waidacher Forst. Östlich des Ortes verläuft die Staatsstraße 2163, südöstlich die Bundesstraße 2.

## Geschichte
1372 wurde eine Burg „Lewenfels“ erstmals urkundlich erwähnt, die zu diesem Zeitpunkt Goczo von Egloffstein gehörte, der mit dem Hochstift Bamberg einen Burghutvertrag abschloss. Der Kunstname Löwenfels wurde wohl von den Egloffsteinern vergeben.
Bis zur Gebietsreform in Bayern war Leienfels eine Gemeinde im damaligen Landkreis Pegnitz. Gemeindeteile waren neben dem Hauptort Graisch, Soranger und Weidenhüll bei Leienfels. Am 1. Mai 1978 wurde sie nach Pottenstein eingemeindet.

## Sehenswürdigkeiten

Aussicht von der Burgruine Leienfels

Etwa 100 Meter nordwestlich des Ortsrandes auf dem 590 m hohen Schlossberg befindet sich die Burgruine Leienfels.
In der Liste der Baudenkmäler in Pottenstein sind für Leienfels drei Baudenkmäler aufgeführt.